# 사각화점포석
사각화점 포석은 귀와 변의 화점 세 곳과 중앙의 천원을 연결하는 사각형 구도의 포석이다. 1930년대 기타니 미노루와 오청원이 두기 시작한 특별한 형태의 포석이다.